# Хенри, Пол
Пол Хенри (англ. Paul Henry; 11 апреля 1877, Белфаст, графство Ольстер, Ирландия — 24 августа 1958, широко известный ирландский художник-постимпрессионист, прославивший природное своеобразие Западной Ирландии.

## Биография
Пол Хенри родился 11 апреля 1877 в Белфасте, графство Ольстер, Ирландия в семье баптистского священника, в которой у Пола было ещё трое братьев.
Он изучал основы изобразительного искусства в Белфасте, прежде чем решился в 1898 году отправиться для совершенствования в живописи в Париж.
В Париже он учится в Académie Julian. Наставником его был утончённый колорист Джеймс Уистлер.
В 1903 году молодой художник женился на Грейс Хенри (Grace Henry), а в 1910 вернулся в Ирландию. С этого времени он проводит много времени на острове А́килл, где стремится передать специфические взаимодействия света и цвета, характерные для пейзажа западных областей Ирландии . Пол Хенри прожил на Акилле около десяти лет, и ландшафты, написанные в этих краях, из всего обширного творческого наследия Пола Хенри, возможно, лучше всего известны широкой публике .
Это — исполненные возвышенных чувств, часто драматичные по мироощущению пейзажи, написанные в свободной манере выработанной им с учётом достижений постимпрессионисткой живописи. Есть легенда, что вскоре после прибытия на остров А́килл, прогуливаясь по причалу Пёртин Харбор, художник изорвал и выбросил свой обратный железнодорожный билет в море .
В 1919 Пол Хенри вернулся в Дублин, где в 1920 стал одним из основателей Общества дублинских живописцев (Society of Dublin Painters) . В 1929 он разошёлся с женой.
К 20-м—30-м годам Пол Хенри стал, пожалуй, самым известным ирландским художником; во многом благодаря тому, что его живопись прославила и даже сделала популярными виды Западной Ирландии.
И, хотя в дальнейшем Пол Хенри не экспериментировал так плодотворно с красочной техникой, как в годы пребывания на Акилле, он, тем не менее, оставил масштабное и разнообразное наследие живописных работ, графики, иллюстраций.
Умер художник 24 августа 1958 года.
Национальная галерея Ирландии (Дублин) провела в 2004 большую выставку работ Пола Хенри.

## Изображения в сети
- Спускают на воду куррах , 1910—1911[6] (недоступная ссылка) Холст, масло 41 × 60 см.
- Набросок пейзажа (недоступная ссылка) из 65-страничного блокнота, содержащего этюды облаков, отдельных фигур и ландшафтов Бенхэма, Коннемары, графства Голуэй. Бумага, графитный карандаш 20.7 × 13 см.
- Утро. Коннемара (недоступная ссылка) Холст, масло 47 × 62 см. (все — Национальная галерея Ирландии, Дублин)
- Ожидание, 1914 коллекция Нью-Йоркского университета